# Wu Yihui
Wu Yihui (chinesisch 吳翼輝 / 吴翼辉, Pinyin Wú Yìhuī, * 30. November 1887 in Tieling; † 29. März 1961 in Shanghai, Volksrepublik China) war ein Kampfkunstmeister des letzten Jahrhunderts. Die heute verbreiteten Variationen der Kampfkunst Liu He Ba Fa sind in der Regel auf ihn und seine Schüler zurückzuführen.

## Leben
Yihui ist in einer gelehrten Familie als Sohn von Regierungsbeamten aufgewachsen in Tieling im Nordosten Chinas aufgewachsen, lebte aber später in Peking. Wu Yinhui hatte ein stark ausgeprägtes Talent in Kampfkunst. Außerdem war er begabt in Kalligrafie und Zeichnen.
1896 zog er mit seiner Familie nach Kaifeng und wurde dort an einer Privatschule unterrichtet. 1897 zog er mit seiner Familie nach Peking, wo er zusammen mit einem Klassenkamerad, der auch Interessen in Kampfkunst hatte den Mönchen beim Kämpfen zuschaute. 1990 startete er seine Kämpferische Ausbildung bei den Liu He Ba Fa Meistern Yan Guo Xing und Chen Guang Di. 
Nachdem er 1903 die Baoding Military Academy betreten hat, schloss er sie 1907 ab und wurde zum Stabsoffizier der ersten Division der Beiyang Army ernannt.
1915 arbeitete er in der Abteilung für die Bestandsaufnahme der Staatsindustrie in Peking. Hier wurde er zum Verwaltungsdirektor ernannt. Gleichzeitig unterrichtete er Literatur an einer Mittelschule in Kai Feng. Von 1928 an arbeitete er als Lehrer und Beamter an der South Senior High School in Shanghai und wurde im Folgejahr an das Shanghai Xuhui College berufen, um hier Literatur und Kampfkunst zu unterrichten.
1932 wurde er Kampfkunstlehrer an der Shanghai Youth Association und unterrichtete hier Liu He Ba Fa. 1935 trat er zu seiner ersten Kampfkunstprüfung an und wurde 1936 zum Leiter der Central Martial Arts Academy berufen (durch General Zhang Zhi Jiang), In diesem Jahr schloss er außerdem seine zweite Kampfkunstprüfung ab.
1957 wurde er zum ersten Bibliothekar am Shanghai Literature and History Institute ernannt.
Am 29. März 1958 starb Wu Yihui in seinem Haus in Shanghai.